# Addington (Kent)
Addington es una parroquia civil y un pueblo del distrito de Tonbridge and Malling, en el condado de Kent (Inglaterra).

## Geografía
Según la Oficina Nacional de Estadística británica, Addington tiene una superficie de 3,35 km².

## Demografía
Según el censo de 2001, Addington tenía 733 habitantes (48,84% varones, 51,16% mujeres) y una densidad de población de 218,81 hab/km². El 18,55% eran menores de 16 años, el 73,53% tenían entre 16 y 74 y el 7,91% eran mayores de 74. La media de edad era de 41,67 años. Del total de habitantes con 16 o más años, el 21,27% estaban solteros, el 64,15% casados y el 14,57% divorciados o viudos.
El 94,69% de los habitantes eran originarios del Reino Unido. El resto de países europeos englobaban al 2,32% de la población, mientras que el 3% había nacido en cualquier otro lugar. Según su grupo étnico, el 98,23% eran blancos, el 0,95% mestizos, el 0,41% asiáticos y el 0,41% negros. El cristianismo era profesado por el 83,7%, el judaísmo por el 0,41%, el islam por el 0,41% y cualquier otra religión, salvo el budismo, el hinduismo y el sijismo, por el 0,68%. El 11,01% no eran religiosos y el 3,8% no marcaron ninguna opción en el censo.
353 habitantes eran económicamente activos, 346 de ellos (98,02%) empleados y 7 (1,98%) desempleados. Había 288 hogares con residentes, 17 vacíos y 9 eran alojamientos vacacionales o segundas residencias.